# 精神病院の中庭
『精神病院の中庭』（せいしんびょういんのなかにわ）あるいは『狂人のいる中庭』（きょうじんのいるなかにわ、西: Corral de locos, 英: Yard with Lunatics）は、スペインのロマン主義の巨匠フランシスコ・デ・ゴヤが1793年から1794年頃に制作した絵画である。油彩。重病のために難聴と精神障害が進行し、完全に聴覚を失った後に描かれた12点の小品連作の1つである。ゴヤはこの作品を青年時代にサラゴサで目撃した施設の光景をもとに描いたと述べている。現在はアメリカ合衆国テキサス州ダラスの南メソジスト大学キャンパス内にあるメドウズ美術館に所蔵されている。

## 制作背景
ゴヤはそれまで王族や貴族の依頼による肖像画の制作に没頭していたが、この作品はゴヤが独自に制作した12点の小さな暗い図像の1つである。発注を受けることなく制作されたこの作品は、ゴヤが1790年代半ばに描いた最初のキャビネット絵画の1つで、初期の理想美の探求は、その後のキャリアでゴヤの心を奪うことになる自然主義と自由な空想との関係を吟味することへと移行した。ゴヤは1792年に患った重病により聴覚を完全に失った。神経衰弱に耐え、長期にわたる身体疾患に陥っており、この連作は自信喪失と不安、自分が狂っていくのではないかという恐怖を映し出すために制作したと自ら認めている。ゴヤは、これらの作品は「苦悩を熟考することによって苦しめられながら、私の想像力を満たす」役割を果たしたと書いている。ゴヤによるとこの連作は「通常、依頼された作品には存在が見い出せない」絵画で構成されている。一方、刑務所や精神病院の改革は啓蒙主義の非常に重要な目標の1つで、これはヴォルテールその他の著作にも見られるテーマであるため、犯罪者であれ精神異常者であれ、囚人に対する残虐行為の非難はゴヤの後期の多くの絵画の主題となった。精神病院を舞台にした本作品は、美術評論家ロバート・ヒューズによると、精神病院が「社会の表面に開いた穴であり、病気の発見、分類、治療の試みを一切することなく、精神病患者を放り込んだ、小さなゴミ捨て場」でしかなかった時代に描かれた。

## 作品

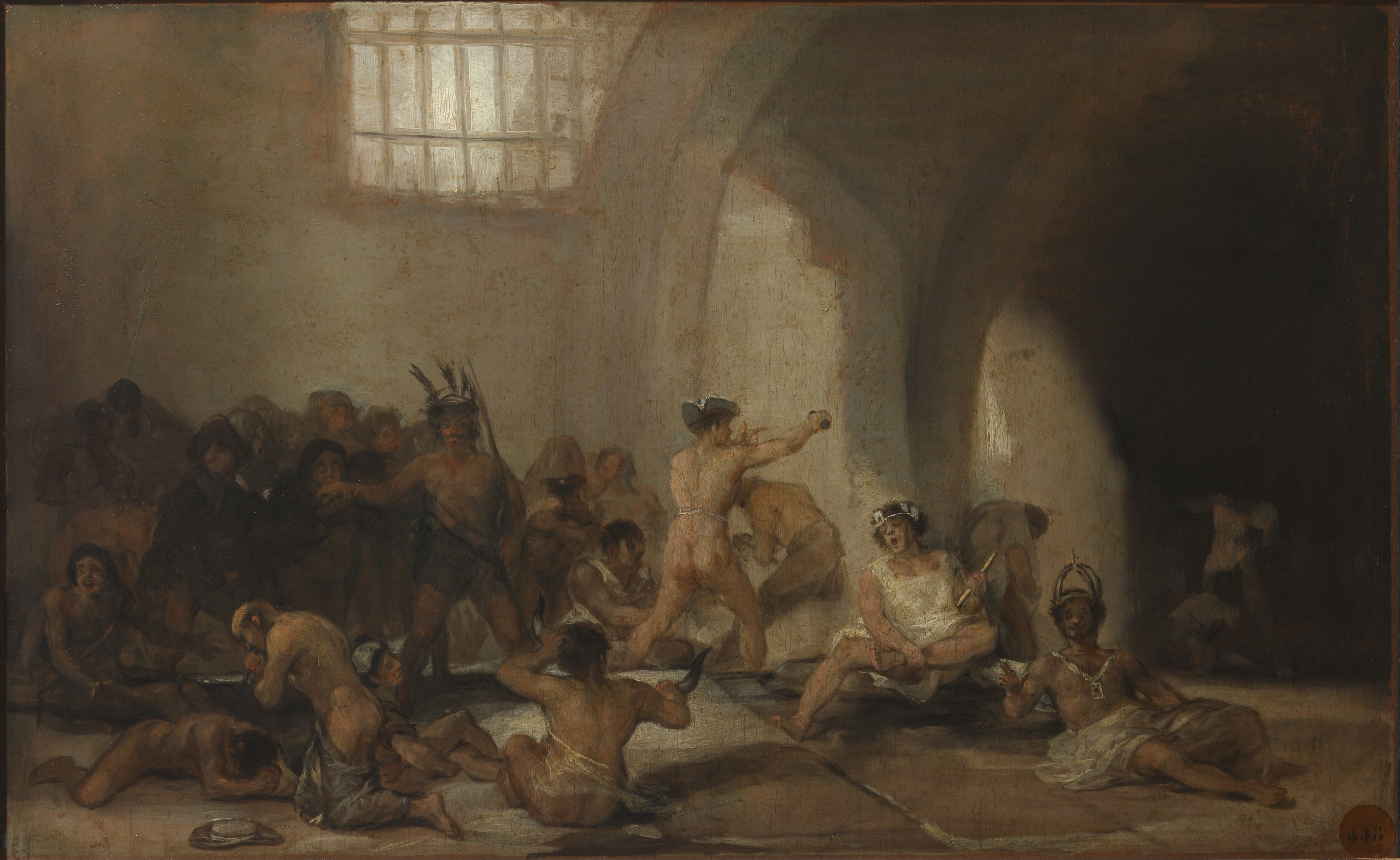
『狂人の家』。1812年から1819年。王立サン・フェルナンド美術アカデミー所蔵。

ゴヤは精神病患者が強制的に生活させられた悲惨な状況を描いている。入院患者たちがいる場所は圧倒的に殺風景な中庭で、天井はなく、高い壁と重い石のアーチに囲まれている。この屋根のない庭はおそらくサラゴサのヌエストラ・セニョーラ・デ・グラシア病院の病棟であろう。患者たちはみな重苦しい灰色と緑の光の下で1人の男に監視されている。構図の中心は格闘する2人の逞しい患者であり、監視員は右手の鞭で彼らを打っている。その周囲にいる者は、膝を抱えて座り、馬鹿みたいに歯を見せてニヤリと笑い、あるいは腕を組んで立ち、目を見開いて凝視している。またあるいは絶望して身を寄せ合い、しかめっ面をしたり、感情を抑えたりしている。
画面上部の開いた屋根と画面奥の鉄格子の窓から差し込む明るい光は、輪郭をぼかして空間の印象を不明瞭にしている。そして2つの壁が交わる角を消失させ、その下の悪夢のような光景を強調している。精神病患者が収容されているこの陰鬱で漠然とした空間はまた、彼らの状況、理解力や判断力の低下による混乱と混沌を暗示しているように思われる。この作品は精神病患者を、孤独、恐怖、社会的疎外のゾッとするような想像上の光景として描いており、ウィリアム・ホガースなどの初期の画家の作品における精神疾患のより表面的な扱いから逸脱している。ジョン・J・シオファロ（John J. Ciofalo）は「監禁された人々、特に監視員自身によって存在し、現実化する、不合理な事実上の空虚がある」と書いている。
ゴヤは1794年に友人の政治家ベルナルド・デ・イリアルテに宛てた手紙の中で、絵画は「狂人のいる中庭、監視員に殴られながら全裸で戦っている2人の男と、袋をかぶせられた他の者（私がサラゴサで目撃した光景）」を描いたと書いている。これは通常、石積みのブロックと鉄の門で固く閉ざされた場所に、犯罪者と一緒に監禁され、鉄の手錠をかけられ、日常的に体罰を受ける精神異常者に対する過酷な扱いが蔓延していることを告発するものとして解釈されている。
アメリカ合衆国の美術評論家アーサー・ダントーにとって、『精神病院の中庭』はゴヤのキャリアにおいて「影のない世界から光のない世界へ」移動した地点を示している。この作品はより成熟しているが同様に暗い1812年から1819年頃の『狂人の家』と比較されることが多い。それは「理性のない人間の身体の陰鬱な光景」、ゴヤの「深く心をかき乱すサディズムと苦悩の光景」の1つであり、依頼された肖像画を描くだけの画家から、人間に対する彼の暗く容赦のない見解のみを追求する芸術家への成長を示す作品と評されている。

## 来歴
絵画は1846年にマドリードのキント伯爵家（Conde de Quinto）によって所有されたことが知られている。1862年に伯爵が絵画をパリのオテル・ドルーオで売却すると、E・G・デ・ナイフ（E.G de Knyff）、ブリュッセルの美術収集家エドモン・ピカール、パリの個人コレクションの手に渡った。絵画は最終的にアメリカ合衆国の石油王であり、美術収集家であり、様々な機関の支援者であったアルガー・ハートル・メドウズによって購入された。1967年、メドウズは絵画を南メソジスト大学の美術館に寄贈した。

## ギャラリー
関連作品

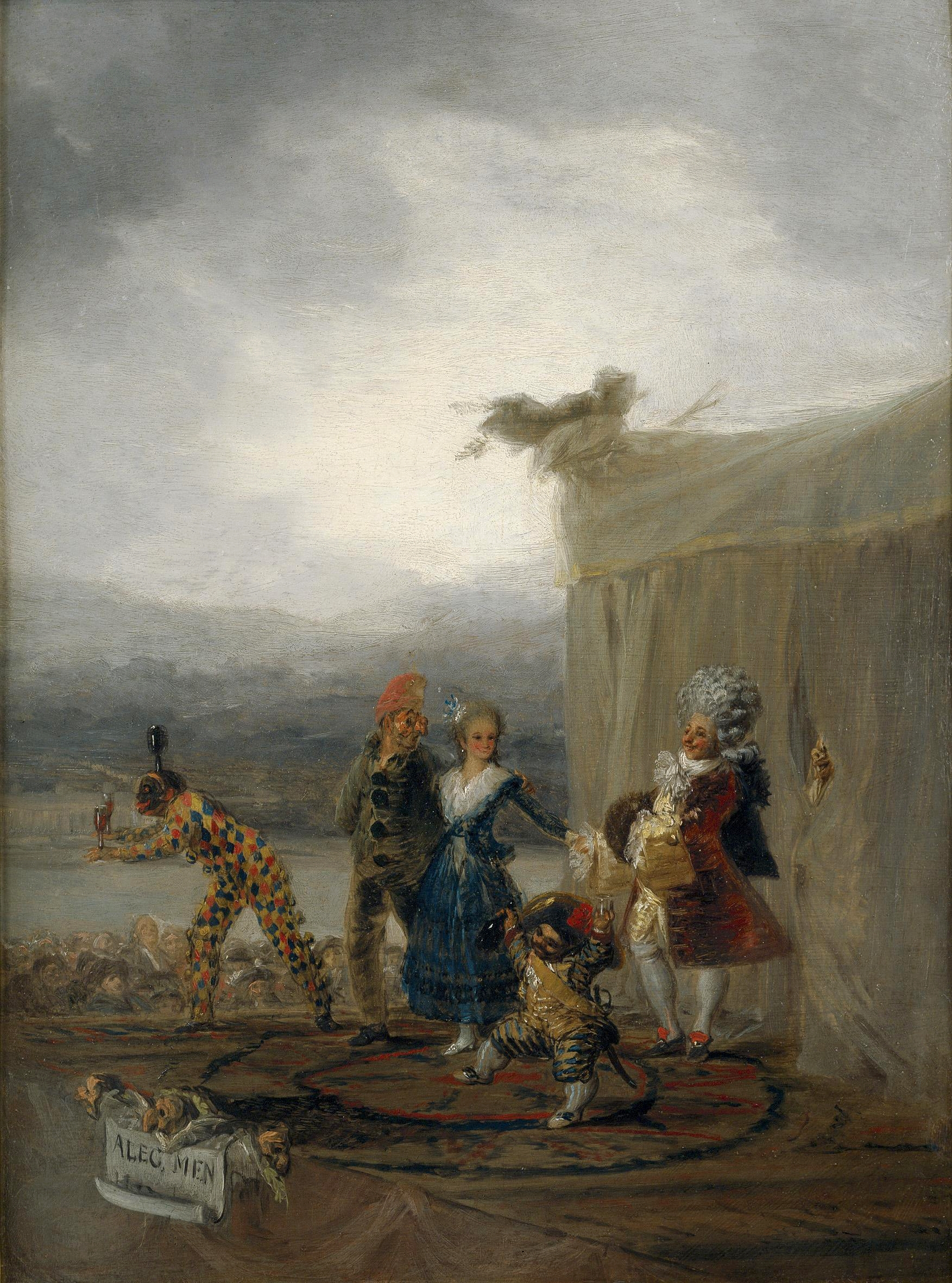
『旅芸人』1793年-1794年 プラド美術館所蔵
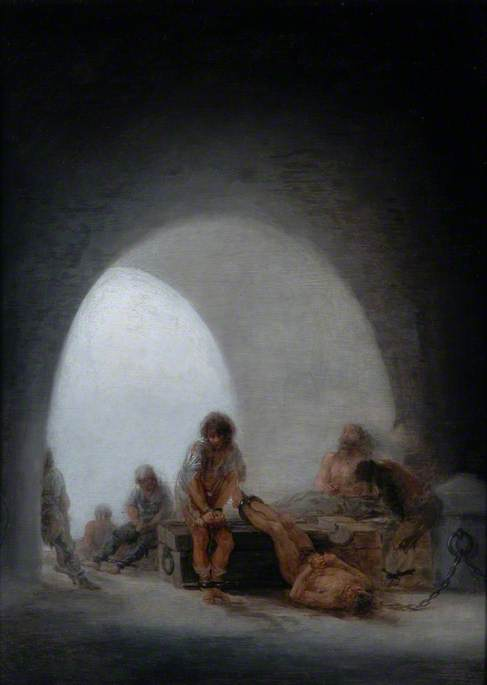
『刑務所の内部』1793年-1794年 ボウズ博物館（英語版）所蔵
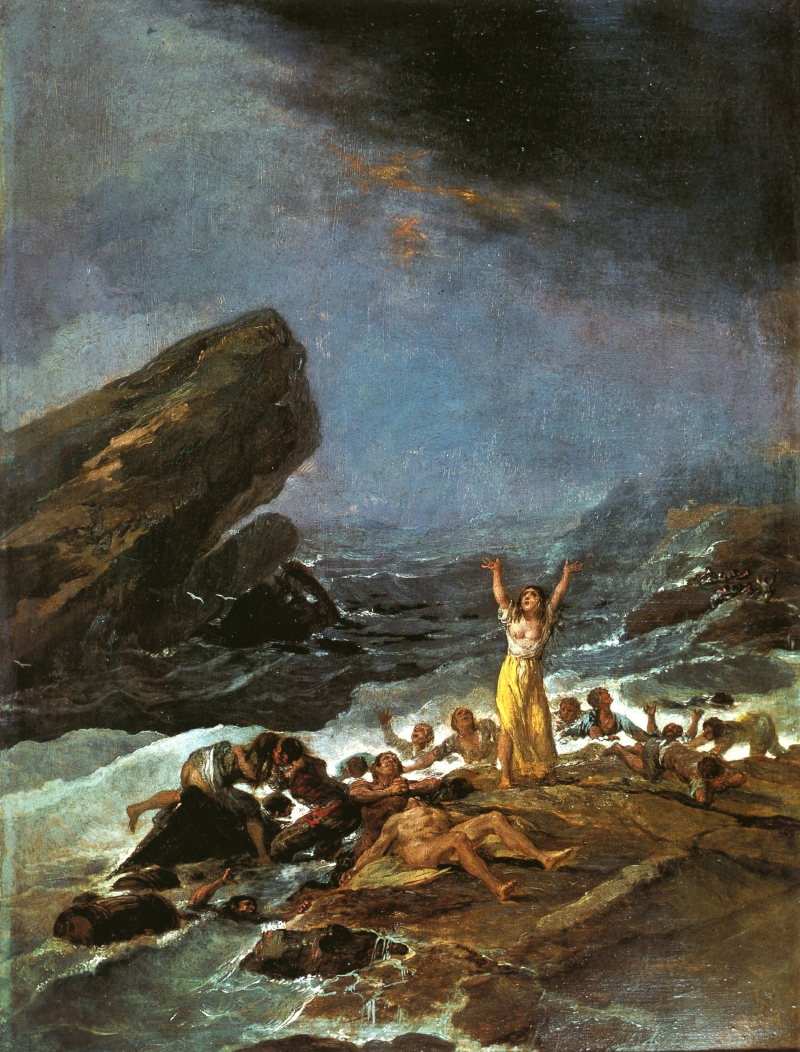
『難破船』1793年-1794年 個人蔵
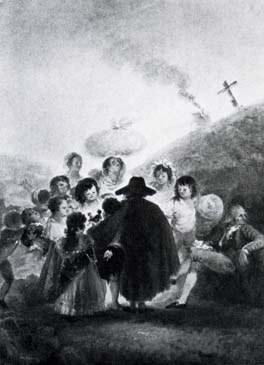
『人形売り』1793年-1794年 個人蔵
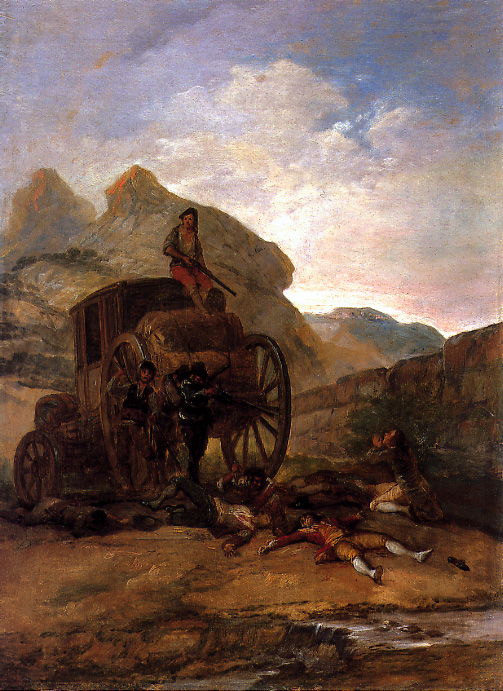
『盗賊の襲撃』1793年-1794年 アベロ・コレクション（Abelló Collection）所蔵
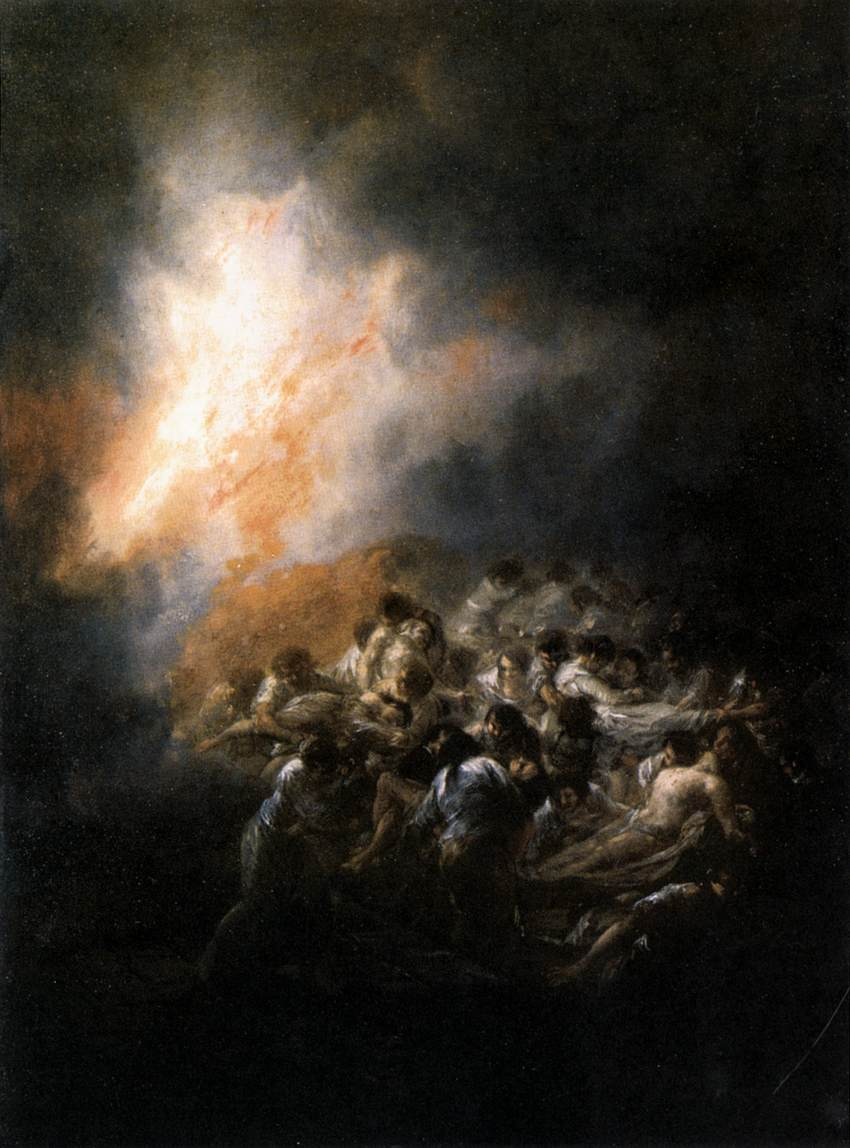
『夜の火』1793年-1794年 アベロ・コレクション（Abelló Collection）所蔵